# Antennula
De eerste antenne of antennula is het eerste aanhangsel van het kopsegment bij Crustacea (schaaldieren). De antennule gaat vooraf aan de  tweede antenne of antenna, en een reeks monddelen.
Het bestaat uit een pedicel (steeltje) van drie segmenten en een flagel die is opgebouwd uit een wisselend aantal segmenten.
Ter hoogte van het derde segment (distaal einde van de pedicel) bevindt zich vaak een accessorische flagel.

Algemeen bouwplan van een vlokreeftje